# Resurrection Fest
El Resurrection Fest es un festival de música que tiene lugar en la parroquia de Celeiro, en el municipio de Viveiro, en la provincia de Lugo, España. Este festival, también popularmente conocido en España como El Resu, se celebra desde 2006 anualmente durante el verano, con un programa musical centrado en la escena metal, punk y hardcore. Desde su nacimiento ha conseguido convertirse en uno de los festivales más populares de España en su género por su especialización en la música extrema. En la edición de 2013 consiguió congregar a 33 000 asistentes, generando un impacto socioeconómico de 3.3 millones de euros en la comarca. En 2015 estas cifras aumentaron a más de 54 500 personas y un impacto de 6.15 millones de euros. En 2016 consiguieron la cifra de 80 542 asistentes, situándolos como uno de los referentes de Europa y un impacto de 10.2 millones de euros.
A lo largo de su historia, ha recibido más de 300 bandas y grupos de gran nivel y fama internacional como Slipknot, Iron Maiden, Korn, Motörhead, Kiss, Judas Priest, Bring Me The Horizon,  Gojira, Scorpions, Rammstein, Parkway Drive, King Diamond, In Flames, Black Label Society, Megadeth, Anthrax, Slayer, Cannibal Corpse, NOFX, Lamb Of God, Refused, Testament, Five Finger Death Punch, Trivium, Down, Sick of it All, Bad Religion, Volbeat, Bullet for My Valentine, Ghost, Pantera, Heaven Shall Burn, Pennywise, Hatebreed, At the Gates, Dead Kennedys, Exodus o Black Flag entre muchos otros.

## Historia
La primera edición, de carácter gratuito, tuvo lugar el 20 de agosto de 2006 bajo el nombre Viveiro Summer Fest gracias al apoyo y financiación del Gobierno local. A dos días de su celebración, el cabeza de cartel de esa edición, Sick Of It All, tuvo que cancelar forzosamente su actuación por una repentina enfermedad de uno de sus miembros. A pesar de la falta de apoyo ante este imprevisto, se pospuso para noviembre de ese mismo año llamándose ya Resurrection Fest y se convirtió en todo un éxito de afluencia de público. Desde entonces, ha aumentado su duración hasta cuatro días desde 2015, el número de actuaciones hasta 69 en 2013, y cada año se bate el récord de asistentes hasta alcanzar los 54 572 en el año 2015, provenientes en su mayoría de toda España y en gran parte de otros países como Portugal y Francia principalmente.

## Carteles
Bandas confirmadas en las diferentes ediciones del festival:

### 2006
Fechas: 18 de noviembre
| Main Stage       |
| ---------------- |
| Sick Of It All   |
| Walls of Jericho |
| Twenty Fighters  |
| Anal Hard        |
| Ofensiva         |
| The Band Apart   |
| Sound of Silence |

### 2007
Fechas: 17 y 18 de agosto
| Main Stage (17 de Agosto) | Main Stage (18 de Agosto) |
| ------------------------- | ------------------------- |
| Napalm Death              | Ignite                    |
| Caliban                   | Blackfire                 |
| Madball                   | Angel Crew                |
| Devil in me               | Grankapo                  |
| The Awake                 | Twenty Fighters           |
| Rain is Art               | The Black Panthys Party   |
| Shattered Dreams          | Against the Spirits       |

### 2008
Fechas: 1 y 2 de agosto
| Main Stage (1 de Agosto) | Main Stage (2 de Agosto) |
| ------------------------ | ------------------------ |
| Misfits                  | Voodoo Glow Skulls       |
| Agnostic Front           | Madball                  |
| Soziedad Alkoholika      | Unearth                  |
| Bane                     | No Fun At All            |
| Sun Eats Hours           | Heaven Shall Burn        |
| All Against the World    | Death By Stereo          |
| Oppugno                  | No Turning Back          |
| Anger Second             | Habeas Corpus            |
| Migraine                 | Anal Hard                |
|                          | Shoot Again              |
|                          | Confront Hate            |

### 2009
Fechas: 31 de julio y 1 de agosto
| Main Stage (31 de Julio) | Main Stage (1 de Agosto) |
| ------------------------ | ------------------------ |
| The Toy Dolls            | Mad Caddies              |
| Ratos de Porao           | Napalm Death             |
| Madball                  | Strike Anywhere          |
| H2O                      | Walls of Jericho         |
| Hazen Street             | Ignite                   |
| Folsom                   | Berri Txarrak            |
| Not Available            | Maroon                   |
| Rain is Art              | The Red Chord            |
| The Eyes                 | Knuckledust              |
| Overcome                 | L'Esprit du Clan         |
|                          | For the Glory            |
|                          | Read my Lips             |
|                          | Adrenalized              |
|                          | By theface               |
|                          | No Humano                |

### 2010
Fechas: 29, 30 y 31 de julio
| Main Stage (29 de Julio) | Main Stage (30 de Julio) | Main Stage (31 de Julio) |
| ------------------------ | ------------------------ | ------------------------ |
| Cro-Mags                 | Sick of it All           | Down                     |
| Raised Fist              | No use for a Name        | Lagwagon                 |
| The Ghost of a Thousand  | Converge                 | Enter Shikari            |
| Twentyinchburial         | Gallows                  | Heaven Shall Burn        |
| Sound of Silence         | Snuff                    | Municipal Waste          |
| For the Glory            | First Blood              | Catch 22                 |
| Nunnery                  | Kylesa                   | Escuela de Odio          |
| Shoot Again              | More than a Thousand     | Black Friday 29          |
| Fresh Trash              | Polar Bear Club          | Useless ID               |
| Sem Resposta             | No Turning Back          | Nasty                    |
|                          |                          | Angelus Apatrida         |
|                          |                          | Onesta                   |
|                          |                          | Aphonnic                 |
|                          |                          | Vortice                  |

### 2011
Fechas: 28, 29 y 30 de julio
| Main Stage (28 de Julio) | Main Stage (29 de Julio) | Main Stage (30 de Julio) |
| ------------------------ | ------------------------ | ------------------------ |
| Comeback Kid             | Bullet for my Valentine  | Pennywise                |
| CIV                      | Gorilla Biscuits         | Bring me the Horizon     |
| Kvelertak                | The Adicts               | Meshuggah                |
| A Wilhelm Scream         | The Bouncing Souls       | Strife                   |
| Your Demise              | Architects               | The Real McKenzies       |
| Misconduct               | Sworn Enemy              | Authority Zero           |
| Vera Cruz                | Sylosis                  | Angelus Apatrida         |
| This Drama               | Six ft Ditch             | Do or Die                |
| Toundra                  | Nothink                  | More than Life           |
| Cohen                    | Switchtense              | Freygold                 |
| Echovolt                 | Alea Jacta Est           | Anal Hard                |
| Cuernos de Chivo         | Dawn of the Maya         | Avenues and Silhouettes  |
| For Ophelias Death       | Bastards on Parade       | Vita Imana               |
|                          |                          | Legacy of Brutality      |
|                          |                          | Hills Have Eyes          |
|                          |                          | Tragic Vision            |
|                          |                          | Death Will Come          |

### 2012
Fechas: 2, 3 y 4 de agosto
| Main Stage (2 de Agosto) | Main Stage (3 de Agosto) | Main Stage (4 de Agosto) |
| ------------------------ | ------------------------ | ------------------------ |
| Converge                 | Descendents              | At the Gates             |
| Agnostic Front           | Suicidal Tendencies      | Dead Kennedys            |
| Nasum                    | glassjaw                 | Hatebreed                |
| H2O                      | Soziedad Alkoholika      | Anti-Flag                |
| Wisdom in Chains         | Against me!              | Good Riddance            |
| Reel Big Fish            | Suicide Silence          | The Black Dahlia Murder  |
| Pianos Become the Teeth  | Municipal Waste          | Berri Txarrak            |
| Set Your Goals           | Unearth                  | Angelus Apatrida         |
| This is Hell             | MXPX Allstar             | Skarhead                 |
| More Than a Thousand     | Proud´z                  | Deez Nuts                |
| Adrift                   | Grankapo                 | Here comes the Kraken    |
|                          | Crisix                   | The Eyes                 |
|                          |                          | G.A.S. Drummers          |
|                          |                          | Give em Blood            |
|                          |                          | Primitive                |
|                          |                          | Tim Vantol               |
|                          |                          | Back to 1984             |

### 2013
Fechas: 1, 2 y 3 de agosto
| Monster Stage      | Jägermeister Stage | Arnette Stage                   |
| ------------------ | ------------------ | ------------------------------- |
| Lamb of God        | Jello Biafra       | The Flatliners                  |
| Trivium            | Madball            | The Amsterdam Redlight District |
| Sylosis            | Devil in Me        | A New Heaven Arise              |
| The Casualties     | Escuela de Odio    |                                 |
| Switchtense        | Posession          |                                 |
| Bastards on Parade | Inordem            |                                 |
| Against the Waves  | Mutant Squad       |                                 |

| Monster Stage   | Jägermeister Stage | Arnette Stage          |
| --------------- | ------------------ | ---------------------- |
| Slayer          | D.R.I.             | Brutality Will Prevail |
| Millencolin     | Comeback Kid       | Rise of the Northstar  |
| Exodus          | Integrity          | Dawn of the Maya       |
| Belvedere       | Lendakaris Muertos | Violent Eve            |
| No Turning Back | Avulsed            |                        |
| Vita Imana      | Noctem             |                        |
| For the Glory   | Noiseast           |                        |
|                 | Display of Power   |                        |

| Monster Stage           | Jägermeister Stage | Arnette Stage          |
| ----------------------- | ------------------ | ---------------------- |
| Bad Religion            | Black Flag         | Evergreen Terrace      |
| Killswitch Engage       | Strung Out         | Mostomalta             |
| Biohazard               | Toundra            | Thirteen Bled Promises |
| I Killed the Prom Queen | Dia de los Muertos | We Ride                |
| Crisix                  | Horn of the Rhino  |                        |
| Rise to Fall            | Exodia             |                        |
| Blowfuse                | Rancis             |                        |

### 2014
Fechas: 31 de julio y 1, 2 de agosto
| Main Stage           | Chaos Stage           | Ritual Stage   | After Party RF       |
| -------------------- | --------------------- | -------------- | -------------------- |
| Megadeth             | Ignite                | High on Fire   | Dance Floor Disaster |
| Amon Amarth          | Architects            | The Ocean      |                      |
| Kreator              | Authority Zero        | Hacktivist     |                      |
| Red Fang             | Atlas Losing Grip     | Minor Empires  |                      |
| Crowbar              | Backtrack             | Cobra          |                      |
| More Than a Thousand | Rise of the Northstar | Childrain      |                      |
| Mutant Squad         | Hyde Abbey            | Acid Mess      |                      |
|                      | Hummano               | Ash is a Robot |                      |

| Main Stage            | Chaos Stage       | Ritual Stage          | After Party RF   |
| --------------------- | ----------------- | --------------------- | ---------------- |
| NoFX                  | Converge          | Watain                | Display of Power |
| Down                  | Raised Fist       | Suffocation           | Guerrilla        |
| Sick of it All        | Bane              | Skeletonwitch         |                  |
| GBH                   | A Wilhelm Scream  | Vildhjarta            |                  |
| Segismundo Toxicomano | Born From Pain    | Looking for an Answer |                  |
| Angelus Apatrida      | Heart in Hand     | Wormed                |                  |
| Texas in July         | Iwrestledabearone | Vortice               |                  |
|                       | Anal Hard         | Teksuo                |                  |

| Main Stage              | Chaos Stage        | Ritual Stage     | After Party RF |
| ----------------------- | ------------------ | ---------------- | -------------- |
| Testament               | Lagwagon           | Carcass          | Gigatron       |
| Five Finger Death Punch | Judge              | Obituary         | Motorhits      |
| Turbonegro              | Discharge          | Caliban          |                |
| Gojira                  | Bury Tomorrow      | Aborted          |                |
| Gallows                 | The Real McKenzies | Havok            |                |
| Hamlet                  | Rykers             | Haemorrhage      |                |
| Ramallah                | As They Burn       | Sound of Silence |                |
|                         |                    | Trallery         |                |

### 2015
Fechas: del 15 al 18 de julio
| Main Stage         |
| ------------------ |
| Biohazard          |
| Pro-Pain           |
| The Decline        |
| Killus             |
| Bastards on Parade |
| Mutant Squad       |

| Main Stage          | Chaos Stage           | Ritual Stage |
| ------------------- | --------------------- | ------------ |
| Refused             | Cannibal Corpse       | Comeback Kid |
| Black Label Society | Suicide Silence       | Toundra      |
| Soulfly             | Decapitated           | Defeater     |
| Berri Txarrak       | Gama Bomb             | Oathbreaker  |
| Devil Sold His Soul | Betraying the Martyrs | Nasty        |
| Heart of a Coward   | The Algorithm         | Landscapes   |
| Aphonnic            | Misanthrope           | Adrenalized  |
|                     | Jardin de la Croix    |              |
|                     | Brothers Till We Die  |              |

| Main Stage        | Chaos Stage     | Ritual Stage        |
| ----------------- | --------------- | ------------------- |
| Motörhead         | D.R.I.          | Terror              |
| In Flames         | The Exploited   | 7Seconds            |
| Backyard Babies   | Nuclear Assault | Deez Nuts           |
| Children of Bodom | Toxic Holocaust | Anti-Nowhere League |
| Kadavar           | Dr. Living Dead | Expire              |
| Iron Reagan       | Anestesia       | Death By Stereo     |
| Get Dead          | Dagoba          | Risk It!            |
|                   | Blaze Out       | Intolerance         |

| Main Stage        | Chaos Stage            | Ritual Stage     |
| ----------------- | ---------------------- | ---------------- |
| Korn              | Behemoth               | Satanic Surfers  |
| Fear Factory      | Moonspell              | Stung Out        |
| Danko Jones       | Dark Funeral           | Dog Eat Dog      |
| Heaven Shall Burn | Ne Obliviscaris        | Merauder         |
| Skindred          | Syberia                | No Turning Back  |
| Carnifex          | Der Weg Einer Freiheit | Dawn of the Maya |
| Monuments         | In Mute                | Forus            |
|                   | Borderlands            | Providence       |

### 2016
Fechas: del 6 al 9 de julio
| Ritual Stage          |
| --------------------- |
| Skindred              |
| Narco                 |
| Eskimo Callboy        |
| Siberian Meat Grinder |
| For The Glory         |
| Hyde Abbey            |

| Main Stage           | Chaos Stage         | Ritual Stage       |
| -------------------- | ------------------- | ------------------ |
| Volbeat              | Brujeria            | Walls of Jericho   |
| Bring Me the Horizon | Fleshgod Apocalypse | H2O                |
| Bad Religion         | Rotting Christ      | The Casualties     |
| While She Sleeps     | Crisix              | Stick to Your Guns |
| Tesseract            | Wormed              | Norma Jean         |
| Soldier              | Persefone           | Minor Empires      |
|                      | Implore             | Viva Belgrado      |
|                      | Evil Impulse        | Tierra Hostil      |

| Main Stage       | Chaos Stage            | Ritual Stage                                   |
| ---------------- | ---------------------- | ---------------------------------------------- |
| The Offspring    | Dark Tranquillity      | Madball                                        |
| Gojira           | Turisas                | Frank Carter & The Rattlesnakes                |
| Hatebreed        | Entombed A.D.          | Rise of the Northstar                          |
| Protest the Hero | Angelus Apatrida       | Angel Crew                                     |
| Hamlet           | Battlecross            | Arkangel                                       |
| Desakato         | Avulsed                | Being As An Ocean                              |
|                  | In Mute                | Blowfuse                                       |
|                  | Thirteen Bled Promises | Abaixo Cu Sistema (tributo a System of a Down) |

| Main Stage              | Chaos Stage       | Ritual Stage                         |
| ----------------------- | ----------------- | ------------------------------------ |
| Iron Maiden             | Abbath            | Graveyard                            |
| Bullet for My Valentine | Enslaved          | Uncle Acid & the Deadbeats           |
| Destruction             | Shining           | No Fun At All                        |
| Municipal Waste         | Thy Art Is Murder | The Real McKenzies                   |
| The Raven Age           | Amenra            | Nashville Pussy                      |
| The Wild Lies           | The Shrine        | The Goddamn Gallows                  |
|                         | Obsidian Kingdom  | True Mountains                       |
|                         | Nashgul           | Black Horsemen (tributo a Metallica) |

### 2017
Fechas: del 5 al 8 de julio
| Ritual Stage          |
| --------------------- |
| Sepultura             |
| CJ Ramone             |
| Here Comes the Kraken |
| We Ride               |
| Aphonnic              |
| Parazit               |

| Main Stage            | Chaos Stage             | Ritual Stage        | Desert Stage            |
| --------------------- | ----------------------- | ------------------- | ----------------------- |
| Anthrax               | Eluveitie               | The Menzingers      | Red Fang                |
| Dropkick Murphys      | The Black Dahlia Murder | Snapcase            | Karma to Burn           |
| Airbourne             | Korpiklaani             | Comeback Kid        | The Vintage Caravan     |
| Suicidal Tendencies   | Deserted Fear           | Wolf Down           | Guerrera                |
| The Devil Wears Prada | Benighted               | Malevolence         | Stray Train             |
| Bastards              | Noctem                  | The Inspector Cluzo | Bala                    |
|                       | Trashnos                | The Wax             | El Altar del Holocausto |
|                       | Blaze Out               | Late to Scream      | Kitai                   |

| Main Stage    | Chaos Stage         | Ritual Stage         | Desert Stage       |
| ------------- | ------------------- | -------------------- | ------------------ |
| Rammstein     | Napalm Death        | Terror               | Animals as Leaders |
| Enter Shikari | Warbringer          | Deez Nuts            | Alcest             |
| Architects    | Lost Society        | Obey the Brave       | Truckfighters      |
| Annihilator   | Vita Imana          | Wisdom in Chains     | Adrift             |
| Northlane     | Legacy of Brutality | Reality Slap         | Boira              |
| Killus        | Holocausto Canibal  | CRIM                 | One For Apocalypse |
|               | Teething            | Brothers Till We Die | Anima              |
|               | Vice Presidentes    | Tragic Vision        | Band Contest       |
|               |                     | Display of Power     |                    |

| Main Stage    | Chaos Stage       | Ritual Stage           | Desert Stage  |
| ------------- | ----------------- | ---------------------- | ------------- |
| Rancid        | Obituary          | Agnostic Front         | Pentagram     |
| Mastodon      | Mayhem            | Talco                  | Orange Goblin |
| Sabaton       | Taake             | Undeclinable Ambuscade | Mantar        |
| Arch Enemy    | Lords of Black    | All Out War            | Conan         |
| Bury Tomorrow | Krisiun           | Adhesive               | Porco Bravo   |
| Morphium      | Besta             | DYS                    | Quadra        |
|               | Mutant            | The Blackjaw           | Degraey       |
|               | Revolution Within | WTF? Parties Show      | Band Contest  |

### 2018
Fechas: del 11 al 14 de julio
| Chaos Stage                                        |
| -------------------------------------------------- |
| Ministry                                           |
| Jello Biafra and the Guantanamo School of Medicine |
| Powerflo                                           |
| Riot Propaganda                                    |
| The Qemists                                        |
| Teksuo                                             |
| Golpe Radikal                                      |

| Main Stage       | Ritual Stage      | Chaos Stage                 | Desert Stage        |
| ---------------- | ----------------- | --------------------------- | ------------------- |
| Stone Sour       | At the Gates      | Stick to Your Guns          | Mothers of the Land |
| Ghost            | Suffocation       | Cancer Bats                 | Mars Red Sky        |
| Anti-Flag        | The Lurking Fear  | The Baboon Show             | Rolo Tomassi        |
| Overkill         | Crystal Lake      | Basement                    | Agoraphobia         |
| Jinjer           | Nostromo          | Get the Shot                | Imperial Jade       |
| Dawn of the Maya | The Raven Age     | Cuchillo de Fuego           | Aathma              |
|                  | Against the Waves | Los Montañeros de Kentucky  | Santo Rostro        |
|                  | BLOODHUNTER       | Band Contest                | Stoned at Pompeii   |
|                  | Vórtex            | Abaixo Cu Sistema (tributo) |                     |

| Main Stage            | Ritual Stage         | Chaos Stage                      | Desert Stage                  |
| --------------------- | -------------------- | -------------------------------- | ----------------------------- |
| Scorpions             | Paradise Lost        | Sick of It All                   | God Is An Astronaut           |
| Megadeth              | Leprous              | Turnstile                        | Crowbar                       |
| Angelus Apatrida      | Uneven Structure     | Evergreen Terrace                | Monolord                      |
| Rise of the Northstar | The Voynich Code     | Wolfbrigade                      | Niña Coyote eta Chico Tornado |
| The Contortionist     | Barbarian Prophecies | Adrenalized                      | The Wizards                   |
| Virgen                | Rise to Fall         | Trono de Sangre                  | Ciconia                       |
|                       | Pandemia             | Boneflower                       | Hongo                         |
|                       |                      | Band Contest                     | Noah Histeria                 |
|                       |                      | Metallica tribute – Seek 'Em All |                               |

| Main Stage                      | Ritual Stage      | Chaos Stage                       | Desert Stage         |
| ------------------------------- | ----------------- | --------------------------------- | -------------------- |
| Kiss                            | Alestorm          | Zebrahead                         | Eyehategod           |
| Prophets of Rage                | Exodus            | The Bronx                         | Stoned Jesus         |
| Frank Carter & The Rattlesnakes | Thy Art Is Murder | Authority Zero                    | Harakiri for the Sky |
| Tremonti                        | Rotten Sound      | Stray from the Path               | Ape Cave             |
| Oceans Ate Alaska               | Ósserp            | SUGUS                             | Guilt                |
| Somas Cure                      | Aposento          | Bellako                           | Malamadre            |
|                                 | Amenaza de Muerte | Now I Am                          | Kathaarsys           |
|                                 |                   | Band Contest                      | Anteros              |
|                                 |                   | Linkin Park tribute – Hybrid Park | Púrpura              |

### 2019
Fechas: del 3 al 6 de julio
| Escenario Principal |
| ------------------- |
| Kvelertak           |
| Ignite              |
| Municipal Waste     |
| Bury Tomorrow       |
| Devil in Me         |
| Archivo Adxunto     |
| Back in Town        |
| Bandera Negra DJs   |

| Main Stage                   | Ritual Stage     | Chaos Stage       | Desert Stage      |
| ---------------------------- | ---------------- | ----------------- | ----------------- |
| Slayer (Final show in Spain) | Batushka         | The Adicts        | Brant Bjork       |
| Parkway Drive                | Power Trip       | Terror            | Toundra           |
| Gojira                       | Leo Jiménez      | Misconduct        | Atavismo          |
| Crystal Lake                 | Altarage         | Higher Power      | Cro               |
| Trallery                     | Kause 4 Konflikt | Kitai             | Caboverde         |
| Misiva                       | Meltdown         | Main Line 10      | Electric Monolith |
|                              | Lostregos        | Catorce           | Voltaia           |
|                              |                  | Control de Plagas | Cabeza de Caballo |

| Main Stage           | Ritual Stage    | Chaos Stage             | Desert Stage      |
| -------------------- | --------------- | ----------------------- | ----------------- |
| Slipknot             | Cradle of Filth | Millencolin             | Radio Moscow      |
| Arch Enemy           | Avatar          | Converge                | The Ocean         |
| Trivium              | Wormed          | Venom Prison            | The Black Wizards |
| While She Sleeps     | Serrabulho      | Birds in Row            | Wet Cactus        |
| Cane Hill            | Childrain       | Mute                    | Santo Rostro      |
| Brothers Till We Die | Cathexia        | The Black Panthys Party | Neila             |
|                      | Megara          | Just                    | Moura             |
|                      |                 | Avida Dollars           | Dagla             |

| Main Stage        | Ritual Stage    | Chaos Stage            | Desert Stage     |
| ----------------- | --------------- | ---------------------- | ---------------- |
| King Diamond      | Testament       | Berri Txarrak          | Cult of Luna     |
| Within Temptation | Crisix          | Brutality Will Prevail | Colour Haze      |
| Lamb of God       | Misery Index    | Eraso!                 | Troubled Horse   |
| Alien Weaponry    | Vhaldemar       | Close to the Sky       | Cobra            |
| Celtibeerian      | Talesien        | Less Fortunate Songs   | Miss Lava        |
| Strikeback        | Perpetual Night | Morgen                 | Syberia          |
|                   |                 |                        | Bones of Minerva |
|                   |                 |                        | Cordura          |